# Саша Рітер
Саша Рітер (нім. Sascha Riether, нар. 23 березня 1983, Лар) — німецький футболіст, що грав на позиції півзахисника.
Виступав, зокрема, за клуби «Фрайбург», «Вольфсбург» та «Шальке 04», а також національну збірну Німеччини.
Чемпіон Німеччини.

## Клубна кар'єра
Народився 23 березня 1983 року в місті Лар.
У дорослому футболі дебютував 2001 року виступами за команду «Фрайбург» II, у якій провів один сезон, взявши участь у 13 матчах чемпіонату. 
Своєю грою за цю команду привернув увагу представників тренерського штабу клубу «Фрайбург», до складу якого приєднався 2002 року. Відіграв за фрайбурзький клуб наступні п'ять сезонів своєї ігрової кар'єри. Більшість часу, проведеного у складі «Фрайбурга», був основним гравцем команди.
У 2007 році уклав контракт з клубом «Вольфсбург», у складі якого провів наступні чотири роки своєї кар'єри гравця. Граючи у складі «Вольфсбурга» також здебільшого виходив на поле в основному складі команди. За цей час виборов титул чемпіона Німеччини.
Згодом з 2011 по 2015 рік грав у складі команд «Кельн», «Фулгем» та «Фрайбург».
У 2015 році перейшов до клубу «Шальке 04», за який відіграв 4 сезони. Завершив професійну кар'єру футболіста виступами за команду «Шальке 04» у 2019 році.

## Виступи за збірні
У 2002 році дебютував у складі юнацької збірної Німеччини (U-20), загалом на юнацькому рівні взяв участь у 1 іграх.
Протягом 2004–2006 років залучався до складу молодіжної збірної Німеччини. На молодіжному рівні зіграв у 12 офіційних матчах.
У 2010 році дебютував в офіційних матчах у складі національної збірної Німеччини.
Загалом протягом кар'єри в національній команді, яка тривала 1 рік, провів у її формі 2 матчі.

## Титули і досягнення
- Чемпіон Німеччини (1):

«Вольфсбург»: 2008-2009